# 和合バイパス
和合バイパス（わごうバイパス）は、山形県西村山郡朝日町内の国道287号のバイパス道路である。

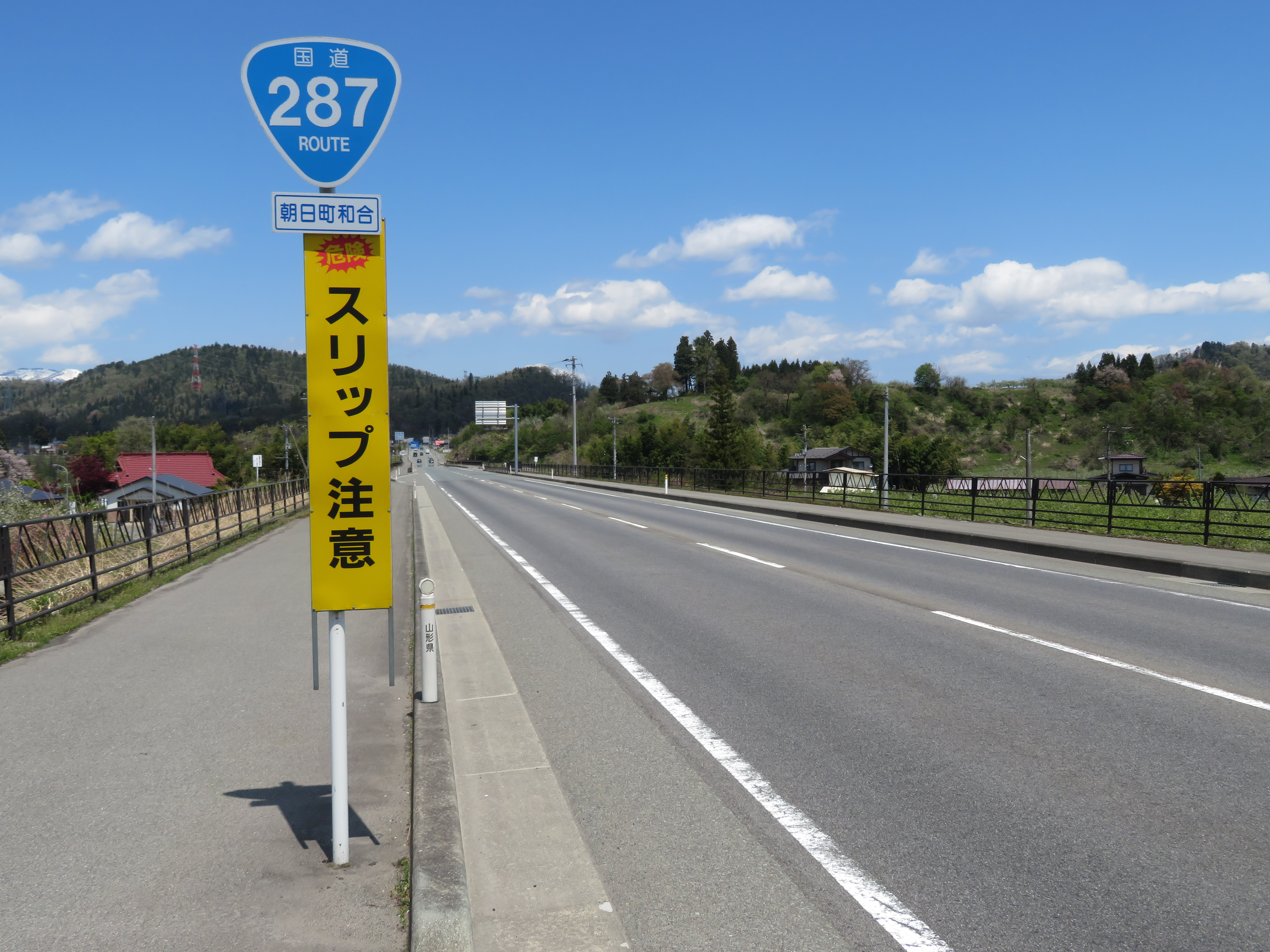
山形県西村山郡朝日町和合付近

## 概要
最上川にかかる新明鏡橋の西側からは昭和初期に作られた旧明鏡橋が見られる。この橋は1937年（昭和12年）に作られ、2005年（平成17年）11月のバイパス開通までは国道の橋として国道287号の動脈として使われていた。現在は国道からの降格に伴い、普通車のみの通行となっている。
2007年（平成19年）12月28日に最後まで残っていた岩坂橋の掛け替えが完了し、全線開通となった。

### 路線データ
- 起点：山形県西村山郡朝日町四ノ沢
- 終点：山形県西村山郡朝日町栗木沢
- 全長：3.4km
- 車線数：片側1車線

## 地理

### 沿線の施設
- 道の駅あさひまち
- 産直和合